# Урангай
Уранга́й (каз. Ұранғай) — село у складі Сауранського району Туркестанської області Казахстану. Адміністративний центр Урангайського сільського округ.
Населення — 5214 осіб (2021; 4549 у 2009, 3429 у 1999, 2745 у 1989).